# Vladislav
Vladislav là một chợ huyện thuộc huyện Třebíč, vùng Vysočina, Cộng hòa Séc. Nơi này có khoảng 1200 nhân khẩu.